# Á
Á, á (a с акут) – буква от чешката, унгарската, исландската и словашката азбука. Също присъства и в ирландската, португалската, испанската и виетнамската азбука под вариант a.

## Използване в различните езици

### Ферьорски език
Á – 2-ра буква от ферьорската азбука. Може да озбозначава звуците /ɔ/ или /ɔaː/.

### Исландски език
Á – 2-ра буква от исландската азбука. Означава звукът /au̯/.

### Унгарски,ЧешкииСловашки език
Á – 2-ра буква в унгарската, чешката и словашката азбука. Обозначава звукът /aː/.

### Виетнамски език
Във виетнамската азбука á обозначава звук sắc.

## Кодове
| Графема | HTML     | Уникод | TeX      |
| ------- | -------- | ------ | -------- |
| Á       | &Aacute; | U+00C1 | \acute A |
| á       | &aacute; | U+00E1 | \acute a |